# 動物意識
動物意識這一話題充滿了許多挑戰，特別是在心智問題上顯現出明顯的困難。由於其他動物缺乏使用人類語言的能力，無法以我們能夠精確理解的方式陳述其感知經歷，因此對動物意識的理解變得複雜。此外，對這個問題的客觀推理同樣困難，因為否認動物擁有意識通常意味著它們沒有感覺，其生命也不具價值，傷害它們在道德上似乎並不錯。例如，17世紀的法國哲學家勒內·笛卡爾（René Descartes）因為主張只有人類才有意識而受到批評，這一觀點有時被用來為虐待動物辯護。
將主觀經驗視為意識本質的哲學家普遍認為，動物意識的存在和本質永遠無法被嚴格地確知。美國哲學家湯瑪斯·內格爾（Thomas Nagel）在其著作《成為蝙蝠是什麼感覺？》中闡明了這一觀點：一個有機體的意識在於「某種東西對於有機體而言是這樣的」，即便我們對動物的腦部和行為有了了解，我們也無法真正置身於動物的思想中，以其自身的方式體驗世界。其他思想家，如認知科學家侯世達（Douglas Hofstadter），則認為這一論點不夠連貫。
一些心理學家和動物行為學家通過描述一系列行為來論證動物意識的存在，這些行為似乎表明動物對無法直接感知的事物持有信念。唐納德·格里芬（Donald Griffin）在2001年出版的《動物思維》（Animal Minds）中回顧了許多相關證據。
1927年，美國功能心理學家哈維·卡爾（Harvey Carr）指出，對動物意識的任何有效衡量或理解都取決於「對人類相關基本條件的準確及完整理解」。2012年，一群神經科學家簽署了《劍橋意識宣言》（Cambridge Declaration on Consciousness），明確指出「人類並不是唯一擁有產生意識的神經基質的動物，包括所有哺乳動物和鳥類，以及許多其他動物，如章魚，也擁有這些神經基質」。